# روبرت خیورس
روبرت خیورس (هلندی: Robert Gevers) بازیکن هاکی روی چمن اهل بلژیک بود. از افتخارات وی میتوان به کسب مدل برنز در بازی‌های المپیک تابستانی ۱۹۲۰ اشاره کرد.